# Kornel Ujejski
Kornel Ujejski (Beremiany, 12 settembre 1823 – Leopoli, 19 settembre 1897) è stato uno scrittore e patriota polacco.
È considerato l'ultimo grande scrittore del Romanticismo polacco.
Ujejski si inserì nella lotta per l'indipendenza polacca dopo che la nazione fu divisa tra i paesi limitrofi (Russia, Prussia, e Impero d'Austria) e cancellata dalla mappa dell'Europa.
La situazione politica e soprattutto la ripartizione della Polonia sono temi molto presenti nelle sue opere, ricche di messaggi storici e patriottici. Inoltre i suoi scritti svolsero anche la funzione di supporto alla popolazione polacca nella sua lotta per l'indipendenza.

## Opere
- Pieśni Salomona , 1846
- Skargi Jeremiego, 1847
- Do Moskali, 1862
- Tłumaczenia Szopena, 1866